# Президентський палац (Гельсінкі)
Президентський палац (фін. Presidentinlinna, швед. Presidentens slott) — одна з трьох офіційних резиденцій у Гельсінкі президента Фінляндії. Розташована на північній стороні Еспланади, звідки відкривається вид на Ринкову площу.
Будівля в стилі ампір було закладено в 1816 році в центрі Гельсінгфорса на Кауппаторі за проектом архітектора Пера Гранстедта і побудовано в 1820 році для заможного Гельсінгфорського купця — Югана Гейденштрауха.
В 1837 році особняк було викуплено урядом для використання як резиденції Фінляндського генерал-губернатора, але за бажанням імператора Миколи I будівля була перетворена в царську резиденцію, що зажадало значного перепланування будівлі, виконаної за проектом відомого фінського архітектора Карла Людвіга Енгеля.
Власне реконструкційні роботи проводилися вже після смерті архітектора — в 1843-1845 роках.
Будівля служила як житлова резиденція імператорської сім'ї до 1917 року, проте монархи відвідували палац нечасто (останній раз в 1915 році). У 1907 році в будівлі за проектом архітектора Юхана Якоба Аренберг були реконструйовані зал прийомів і круглий зал.
Під час Першої світової війни з жовтня 1915 року в приміщенні тимчасово розміщувався військовий шпиталь. З березня 1917 по квітень 1918 у палаці знаходився Виконком Міської Ради Робочих і Солдат Гельсінкі.
На другий половині 1918 року особняк офіційно перейменовано на Президентський палац. З 1921 по 1993 роки будинок був одночасно і житловою, і робочою резиденцією президента Фінляндії, поки не була побудована житлова резиденція Мянтюніемі в районі Мейлахті, на березі затоки Тьоьоленлахті.
У грудні 2012 року, після проведення традиційного президентського прийому, що влаштовується щорічно у палаці на честь Дня незалежності Фінляндії, будівля була закрита на дворічний ремонт через що робочий кабінет президента Саулі Ніїністьо розташувався в резиденції мера Гельсінкі на Алексантерінкату, а кабінети співробітників секретаріату президента — в будівлі Генерального штабу на вулиці Маріанкату і в Будинку Говініуса (Goviniuksen talo) на вулиці Катаріїнанкату. Кошторисна вартість робіт склала 45 мільйонів євро
У листопаді 2014 року будинок палацу було знову відкрито після капітального ремонту З 10 по 13 травня 2017 року, через Святкування 100-річчя незалежності Фінляндії, будівля палацу була відкрита для відвідування широкого загалу.